# 1960-е годы в компьютерных играх

## События
- 1962 год — Spacewar! — одна из первых компьютерных игр, сделанная в цифровом формате[1].
- 1965 год — Periscope — симулятор субмарины, созданный Sega, ставший популярным во всём мире.
- 1965 год — Объединение компаний Rosen Enterprises и Service Games of Japan в Sega Enterprises.

## Родились
- 3 ноября 1962 г. родился Гейб Ньюэлл, один из основателей компании Valve[2].